# Utricularia olivacea
Utricularia olivacea  es una especie botánica muy pequeña, planta anual acuática suspendida carnívora  del género Utricularia. 

## Descripción
Es una planta anual, acuática. Hojas ausentes. Las inflorescencias en racimos muy cortos, con el eje de la inflorescencia de menos de 1 mm de largo, pedicelos de 5–50 mm de largo; lobos del cáliz subiguales, orbiculares, de 0.6–0.8 mm de largo, enteros cuando en flor, conspicuamente denticulados cuando en fruto; corola de 2–3.5 mm de largo, blanco-cremosa. El fruto es una cápsula angostamente fusiforme, de 1 mm de largo, indehiscente.

## Distribución
Es nativa del este de Norteamérica,  Centroamérica y Sudamérica, donde se encuentra en aguas poco profundas, frecuentemente entre otras plantas acuáticas, desde el este de Norteamérica, hasta Nicaragua, Venezuela, Brasil y Bolivia, también en Cuba.
No llega a 3 dm de altura.

## Taxonomía
Utricularia olivacea fue descrita  por Wright ex Griseb. y publicado en Catalogus plantarum cubensium . . . 161. 1866.
Etimología
Utricularia: nombre genérico que deriva de la palabra latina utriculus, lo que significa "pequeña botella o frasco de cuero".
olivacea: epíteto latino que significa "de color verde oliva".
Sinonimia
- Biovularia brasiliensis Kuhlm.
- Biovularia minima(Warm.) Kamiénski
- Biovularia olivacea(Wright ex Griseb.) Kamiénski
- Utricularia minima Warm.
[5][6]